# جيمس برادلي
جيمس برادلي (بالإنجليزية: James Bradley)‏ (1693-1762م) هو فلكي إنكليزي. اكتشف زيغ الأضواء ويعتبر اكتشافه أول دليل مباشر على دوران الأرض حول الشمس.

## السيرة الذاتية
ولد في قرية شربورن قرب شلتنهام في مقاطعة غلوسترشير في مارس 1693 م،ودرس في مدرسة ويستود، وفي 15 مارس 1711 أكمل تعليمه في أكسفورد وفيها نما عنده الاهتمام بالفلك. وقد شجعه خاله جيمس باوند الذي كان قسا وهاويا للفلك وقام بتقديمة إلى إدموند هالي ، الذي نشأت بينه وبين برادلي صداقة تبين أنها صداقة متينه حين إنتخب برادلي في عام 1718 في الجمعية الملكية . وكان برادلي يدعم نفسه ماليا بعمله قسا لبريدستوف عام 1719 . إلا أنه ظل على اهتمامه بالفلك ومتابعته، ثم تخلى بعد أربع سنوات عن وظيفته بسبب تعينه أستاذا للفلك في أكسفورد .

## الأعمال
حاول برادلي أن يعين زاوية اختلاف النظر (parallex) إلى النجوم بقياس تغير أوضاع النجوم القريبة عن دوران الأرض حول الشمس، إذ إن كل نجم ثابت قريب من الأرض إذا رصد من نقطتين متقابلتين على مدار الأرض تفصل بينهما مدة ستة أشهر، فإن وضع النجم بتغير بالنسبة إلى النجوم البعيدة جدا . وفي عام 1725، حاول برادلي أن يقيس هذا التغير (اختلاف المنظر)، ولكنه أخفق لأن هذا التغير أصغر بكثير من أن تستطيع وسائل برادلي البدائية المتوفرة في ذلك الوقت أن تقيسه. ويتوقف الاختلاف الزاوي على بعد النجوم وعلى نصف قطر مدار الأرض (أو نصف المسافة الفاصلة) بين وضعيها اللذين تفصل بينهما مدة ستة أشهر .
وكان برادلي يعرف أنه بمعرفته نصف القطر هذا فإنه يستطيع أن يقيس بعد النجم، إذ أمكنه أن يقيس زاوية اختلاف المنظر . إلا أنه أخفق في محاولته تلك واكتشف عوضا عنها زيغ الضوء الآتي من النجوم الذي هو أيضا تغير في وضع النجم . ويتوقف هذا الزيغ على سرعة الأرض وفي سيرها لا على المسافة التي تقطعها، وهو ينشأ عن تركيب متجه سرعة الراصد مع متجه سرعة الضوء الآتي من الشيء المرصود. فعلى سبيل المثال نحن نستطيع حماية أنفسنا من المطر الساقط عموديا بإمساك المظلة في وضع قائم تماما فوق رؤوسنا إذا كنا واقفين، أما إذا ركضنا تحت المطر فعلينا أن نميل المظلة إلى الأمام بحسب سرعتنا، وكلما أسرعنا في الركض وجب إماله المظلة أكثر، لأن سقوط المطر يبدو لنا كأنه يأتي من الاتجاه المقابل لنا بدلا من سقوطه عموديا . وللحصول على متجه سرعة المطر المشاهد حين نركض، يجب أن نطرح طرحا اتجاهيا متجه سرعتنا إلى الأمام من متجه سرعة المطر الساقط عموديا على الأرض .
وعند تطبيق هذا التحليل على الضوء الآتي من النجم نجد أن اتجاه النجم ( أو بالآخرى اتجاه الضوء الآتي منه ) يظهر مختلفا عن حقيقته بحسب حركة الأرض حول الشمس. فاتجاه النجم الذي نشاهده من الأرض يبدو أنه في الاتجاه الأمامي لحركتها، منحرفا بالنسبة إلى اتجاه النجم الحقيقي . ويتضح هذا الانحراف أكثر ما يتضح في حالة النجوم التي تقع في الاتجاه العمودي على اتجاه حركة الأرض . أما قيمة هذا الانحراف فإنه يتوقف على سرعة الأرض حول الشمس فقط لا على بعد النجم وحركته، فيكون منعدما في حالة النجوم التي تقع في الاتجاه الموازي لاتجاه حركة الأرض . وينشأ عن هذا الانحراف أن النجوم تبدوا كأنها تتحرك في مدارات إهليلجية صغيرة خاصة بها كلما دارت الأرض حول الشمس دورة كاملة .
وقد حسب برادلي سرعة الأرض العددية على مدارها، اعتمادا على قيمة الزيغ التي قاسها وعل صيغتها ( وهي خارج قسمة سرعه الأرض على سرعة الضوء ) . وباعتماده على سرعة الضوء التي حسبها الفلكي الدنماركي أوول رومر وجد أن سرعة الأرض تساوي 18.5 ميلا في الثانية. كما أظهرت قياساته للنجوم تغيرات سنوية في ميل بعضها. وإستنتج أنها ليست ناشئه عن الزيغ وإنما عن حركة خفيفة غير منتظمة لمحور الأرض ناجمة عن تغيرات اتجاه الم الثقالي الذي يحدثه القمر . وهكذا أثبت برادلي لأول مره في تاريخ العلم أن تحليل سلوك الضوء الآتي من النجوم وخواصه يمكن من خلاله ان نكتشف جوانب هامة في ديناميكية الأرض .

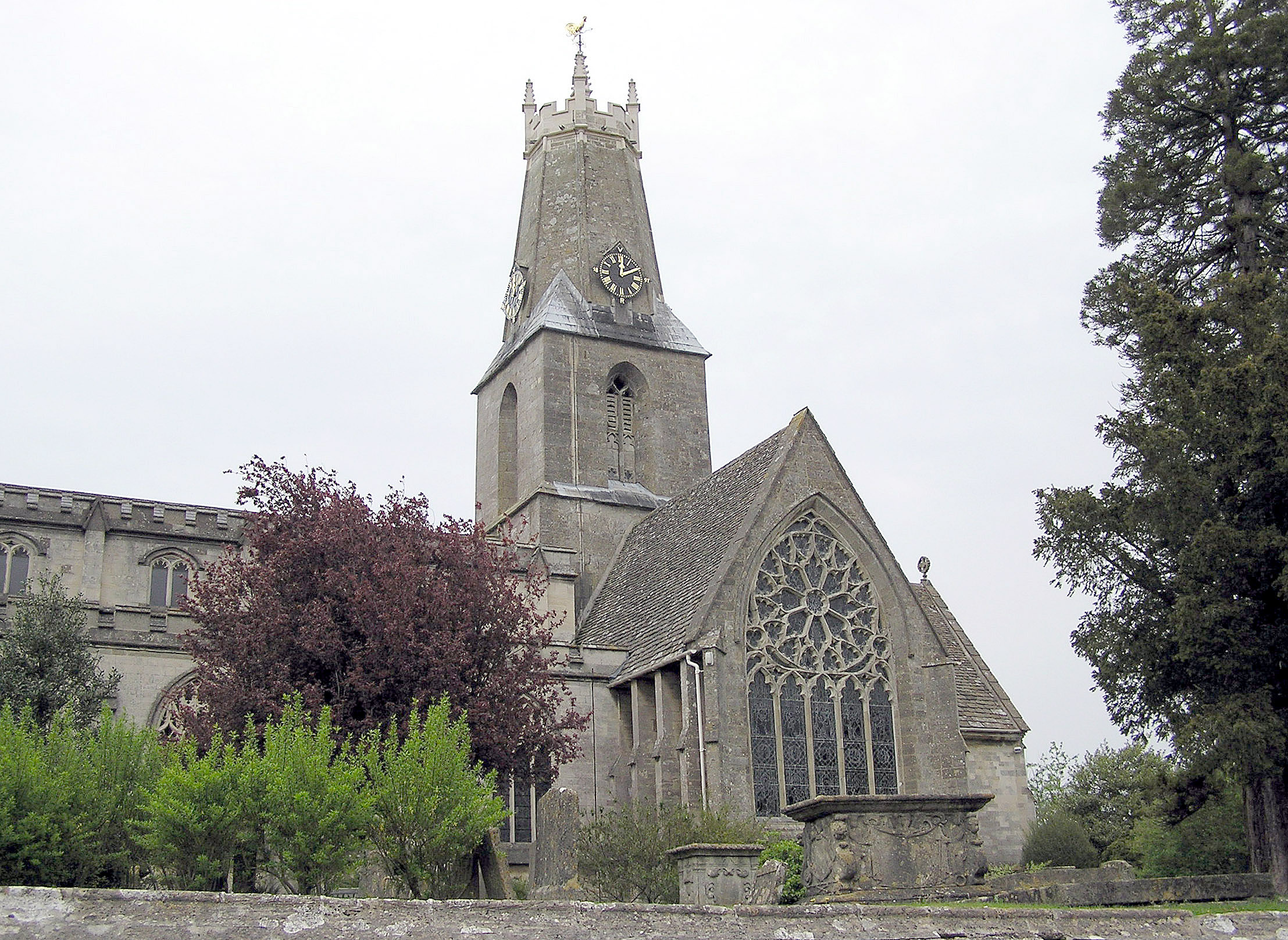
دفن جيمس برادلي في كنيسة الرعية

وقد ساعدت أرصاد برادلي النجمية أيضا على تأكيد عدد من تنبؤات نيوتن الميكانيكية . وفي عام 1743 سمي برادلي الفلكي الملكي، وبعد ست سنوات منحته الجمعية الملكية وسام كوبلي، كما شغل عددا من المناصب الإدارية والمراكز الأكاديمية في غرينويتش . واستمر في ذلك إلى أن عاد إلى بلدته الأم غلوسيسترشر قبل وفاته في 13 يوليو عام 1762 بعدة سنوات.

## وصلات خارجية
- جيمس برادلي على موقع الموسوعة البريطانية (الإنجليزية)
- جيمس برادلي على موقع إن إن دي بي (الإنجليزية)